# Complejo arqueológico Mateo Salado
El complejo arqueológico monumental Mateo Salado, conocido también como huaca Mateo Salado, se encuentra en el distrito de Lima, en su límite con los distritos de Breña y Pueblo Libre. La monumentalidad de las cinco pirámides escalonadas y truncas que lo conforman, así como la considerable extensión del conjunto (16.4 hectáreas), lo convierten en uno de los complejos arqueológicos más importantes de la costa central del Perú. Es también una de las expresiones más representativas de la arquitectura prehispánica de la capital peruana, teniendo además la particularidad de ubicarse en medio de la ciudad.
Fue un centro administrativo y religioso de la cultura Ychsma durante el periodo el Intermedio Tardío, iniciándose su construcción hacia el año 1100 d. C. Su ocupación prosiguió con los incas, quienes modificaron la arquitectura del sitio y lo incorporaron al sistema vial andino conocido como Qhapaq Ñan, el cual recorría los miles de kilómetros del Tahuantinsuyo. Tras la llegada de los europeos en 1532, el complejo arqueológico sufrió muchas depredaciones hasta llegar a estar en riesgo de desaparecer en el siglo XX. No obstante, y debido a su trascendencia, en el 2001 fue declarado Patrimonio Cultural de la Nación.
Desde julio de 2007, el Ministerio de Cultura inició un proyecto de largo plazo para la recuperación del complejo arqueológico. Fue así que las investigaciones arqueológicas, la conservación y los trabajos de habilitación para el turismo se aplicaron a tres de las cinco pirámides del complejo: la Pirámide A o Templo Mayor (intervenida del 2007 al 2008), la B o Pirámide de las Aves (del 2008 al 2010) y la E o Pirámide Funeraria Menor (de fines del 2012 y todo el 2013). Los excelentes resultados de dicha recuperación, aunados al programa de gestión hacia la comunidad que se lleva a cabo allí, han convertido a Mateo Salado en un modelo de recuperación del patrimonio arqueológico del Perú.

## Denominaciones
"Mateo Salado" es una castellanización de Matheus Salade, un ermitaño francés que hacia la década de 1560 vivió solitariamente en algún lugar del conjunto de pirámides que hoy lleva su nombre. Salade fue presumiblemente luterano, y llegó al Perú escondiendo su fe y huyendo de la persecución religiosa en Europa. Los fines de semana iba hasta la ciudad de Lima (que entonces era solamente el actual Centro Histórico) para pedir limosna, ocasiones en las que temerariamente habló contra los privilegios y el boato de los sacerdotes católicos. Por ello fue acusado de herejía, apresado y sometido a juicio por la Inquisición Española. Al no retractarse, fue condenado a la hoguera el 15 de noviembre de 1573, en lo que fue el primer auto de fe realizado en la Plaza Mayor de Lima. Fue así la primera víctima de la Inquisición en el Perú.

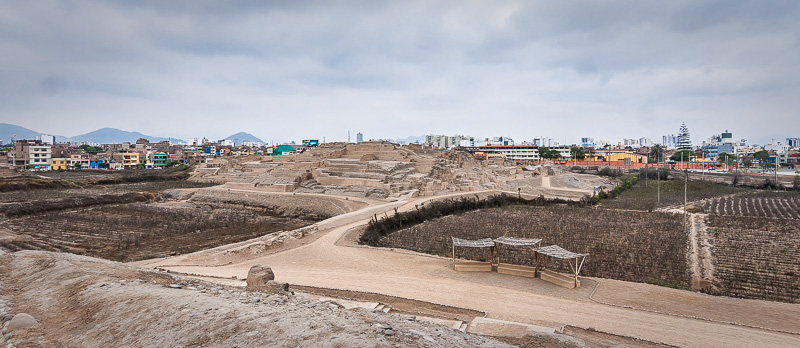
Pirámide de las aves o Pirámide B visto desde el Templo Mayor o Pirámide A.

El nombre original del complejo arqueológico es todavía materia de estudio.  Se sabe que en el siglo XVI, indígenas de Maranga, Huadca, Lima, Pacán y Amancaes fueron reducidos en el pueblo de Santa María Magdalena de Chacalea (actual centro histórico de Pueblo Libre), a un kilómetro al sur de Mateo Salado. En la primera mitad del siglo XX, investigadores como Julio C. Tello y Hermann Buse de la Guerra retomaron con ciertas modificaciones el nombre del pueblo de indígenas y lo aplicaron al complejo arqueológico, denominándolo “Chayacala”, “Chayacalca” o “Chayacalta”. Por lo tanto, es todavía un nombre arbitrario.
En el siglo XVIII el complejo arqueológico era denominado Huacas de Ríos, por haber estado en los predios de la hacienda de los Ríos o Chacra de Ríos. Más tarde, se le llamó Cinco Cerritos, por el número de pirámides que lo conforman y que asemejaban elevaciones naturales, y Ascona, por hallarse en las inmediaciones de la antigua hacienda de ese nombre, urbanizada a mediados del siglo XX.

## Ubicación geográfica, sectorización y denominación de las pirámides

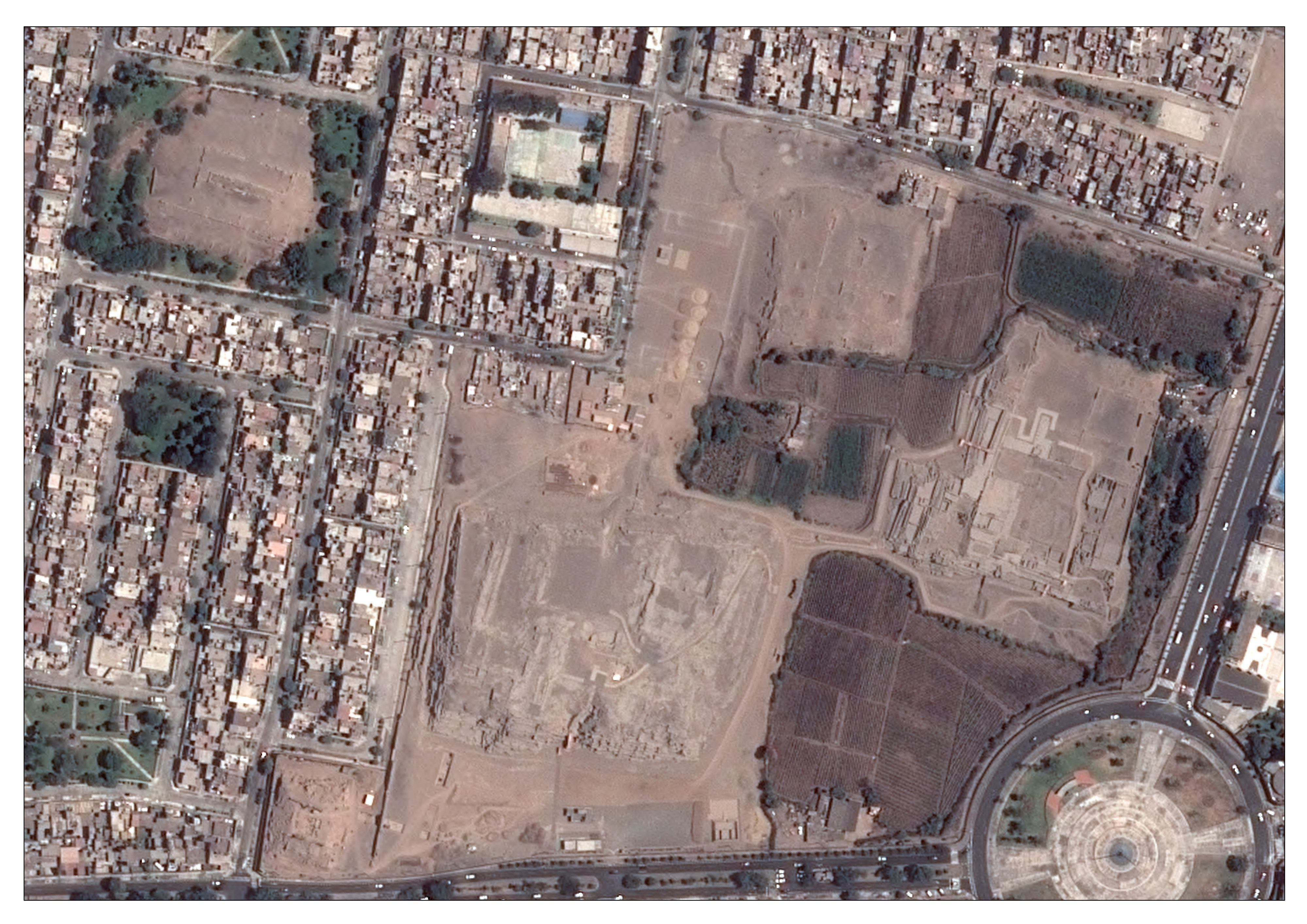
Imagen aérea del Complejo Arqueológico Mateo Salado rodeada de viviendas. Foto tomada desde el satélite PeruSat-1.

Se encuentra en el distrito de Lima, en la confluencia con los distritos de Breña y Pueblo Libre, y al lado de la Plaza de la Bandera. Su ingreso se ubica frente al Jr. Bernardo O' Higgins (ex- Andalucía), a unos 200 metros al oeste de la mencionada plaza.  El complejo está flanqueado por las avenidas Tingo María, Mariano Cornejo, Belisario Sosa Peláez y Ernesto Malinowski, y por las calles Enrique López Albujar y Ernesto García Rosell. Forma parte de la urbanización Chacra Ríos. Su área total es de 16.4 hectáreas.
Cada pirámide ha sido denominada con una letra del alfabeto, así como los tres sectores en los que se subdivide el complejo arqueológico, según consta en la Resolución Directoral Nacional N° 019/INC del 2001, que lo declara Patrimonio Cultural de la Nación. Dichos sectores se encuentran apartados entre sí debido al avance de las urbanizaciones modernas y son los siguientes:
- Sector “A”, donde se encuentran las pirámides A (Templo Mayor), B (Pirámides de las Aves), C y E (Pirámide Funeraria Menor).

- Sector “B”, donde se halla parte de la muralla que antiguamente rodeó a tres pirámides del complejo.
- Sector “C”, donde está la pirámide D.

La denominación de "Templo Mayor" le fue dada por Pedro Villar Córdova. Este mismo investigador llamó "Pirámides Sepulcrales" a la C, D y E, lo que se ha aplicado para designar como "Pirámide Funeraria Menor" a la más pequeña de estas. El nombre de "Pirámide de las Aves" responde a las diversas representaciones de aves que fueron encontradas allí entre el 2008 y 2010, tanto en relieves, pinturas y grabados murales como en mates y husos.

## Cronología
La construcción de las huacas se habría dado durante el año 1100 d. C., esta fecha ha sido ubicada por algunos arqueólogos en el periodo Intermedio Tardío mientras que otros, como Luis Guillermo Lumbreras lo ubican en el periodo de la Cultura Wari. Sería en esta fecha cuando los Ychsma inician la construcción de las pirámides, la misma que continuará durante el periodo de las Culturas Regionales, entre 1200 - 1430, hasta la llegada de los Incas durante el Horizonte Tardío o periodo del Imperio Inca, entre 1430 y 1532, cuando son estos quienes amplían el conjunto monumental y reutilizan algunos de sus edificios como cementerios.

## Estudios
La primera mención conocida de este complejo proviene de Antonio de la Calancha, quien en su Crónica Moralizada de 1638, lo describe como residencia del Inca y templo de los pescadores, así como explica la denominación del complejo arqueológico, narrando la historia de Matheus Salade. Mucho después, un documento de 1774 registró que era llamado “Huacas Chacra Ríos”, por la hacienda en la que se encontraba y que era propiedad de la familia Ríos. Más tarde, el viajero Thomas J. Hutchinson en 1873, visitó y publicó descripciones generales de las pirámides del complejo. 
Julio C. Tello visitó el lugar en 1935, 1936 y 1941, e hizo los primeros planos y estudios científicos. El “padre de la arqueología peruana” también defendió tenazmente al complejo de la depredación de las compañías ladrilleras, quienes habían comenzado a demoler las pirámides para reutilizar la tierra de sus muros. Felizmente los ladrilleros se retiraron, aunque el complejo continuó bajo amenaza, esta vez por el desordenado crecimiento urbano de Lima, que terminó dividiendo al complejo en tres sectores separados.
Otros investigadores que lo exploraron y describieron fueron Pedro Villar Córdova en 1941, Hermann Buse de la Guerra en 1960, el arquitecto Santiago Agurto en 1984, el arqueólogo Rogger Ravines en 1985, entre otros. Sin embargo, el registro más completo de las cinco pirámides fue realizado entre 1962 y 1963 por Duccio Bonavia, Ramiro Matos y Félix Caycho. En la Pirámide B, ellos descubrieron un friso en relieve representando a dos aves marinas unidas por el pico, el cual fue vuelto a cubrir para evitar su deterioro.  Desgraciadamente, años después, el friso se perdió al ser destruido el muro en el que se hallaba. Una recreación del dibujo hecho entonces por Félix Caycho es el actual logo del complejo arqueológico.
En el 2000 la arqueóloga Maritza Pérez realizó excavaciones y trabajos de conservación y restauración en el sector B de la pirámide B financiados por el Museo Nacional de Arqueología, Antropología e Historia del Perú. Por entonces se inició la revalorización del complejo que por Resolución Directoral Nacional N° 019/INC del 8 de enero de 2001, fue declarado Patrimonio Cultural de la Nación y se aprobó su delimitación como zona arqueológica intangible de tres sectores.
Aun cuando sus imponentes pirámides son los signos más visibles de su importancia, también se han encontrado textiles, utensilios de cerámica, una talla en forma de camélido hecha en spondylus y una pieza de madera decorada con incisiones, también un tallado que representa a un personaje sentado hecho en madera, este personaje sostiene una copa en la mano y tiene un ave posada sobre su cabeza.
Desde el año 2007 las investigaciones han sido desarrolladas por el hoy Ministerio de Cultura. Inicialmente los trabajos de intervención se realizaron en las pirámides A, B y E a través de actividades de investigación, conservación y habilitación para visitas. Gracias a estos trabajos se consiguió recuperar alrededor de un 35% del área total del complejo arqueológico.
Las investigaciones han caracterizado a los Ychsma de Mateo Salado como una sociedad políticamente autónoma que participaba en una red de intercambio económico con otras comunidades. En su desarrollo como sociedad experimentó transformaciones internas importantes, llegó a movilizar ingentes cantidades de personas para la construcción y posterior mantenimiento de su infraestructura, lo que demostraría que tuvo una influencia importante en su época. Es probable que cuando lo Incas llegaron a esta zona, las pirámides denominadas A y B se encontraban parcialmente abandonadas. Los estudios desarrollados en la Pirámide E descubrieron un lugar destinado al almacenamiento de alimentos que podría haber sido construido durante la ocupación cusqueña. Posteriormente, el mismo edificio se utilizaría como cementerio, en él se encontraron restos de 53 entierros Ychsma de la época Inca y con ellos algunos fardos funerarios bien conservados. En estos entierros, se han podido recuperar diversos utensilios como: vasijas, implementos de textilería y herramientas de labranza.
Los estudios arqueológicos de Mateo Salado han encontrado evidencias sobre los usos más recientes de las huacas, por ejemplo se han registrado interesantes evidencias de saqueos durante la época virreinal y de la época republicana la actividad de los ladrilleros asentados en la zona, también de la presencia en Lima de los migrantes chinos que realizaban actividades agrícolas en las haciendas limeñas del siglo XIX, por ejemplo, se ha encontrado un entierro de un migrante asiático en la Pirámide E.

## Descripción
El complejo arqueológico de Mateo Salado está constituido por cinco montículos piramidales, distribuidos en un área aproximada de 16.4 hectáreas. Se cree que antiguamente se hallaba conectado mediante un estrecho camino amurallado con el complejo arqueológico de Maranga, en el actual distrito de San Miguel.
El conjunto está construido sobre la base de grandes tapiales, de acuerdo al estilo cultural ychma, vigente hacia 1100 d. C. Sus cinco pirámides han sido denominadas con las letras A, B, C, D y E, respectivamente.
| Vista 360° de la explanada desde la entrada al Templo Mayor o Pirámide A.(Pulse para omniorama) |

La pirámide “A” o "Templo Mayor", con una altura de 18 metros y 164 metros de largo, es la pirámide mayor del complejo arqueológico y habría sido el templo principal de este. Se ascendía a ella desde la extensa plaza principal del sitio, por una gran rampa o escalera ubicada en el frontis norte. En su cima se observa una serie de amplios patios, caracterizados por tener en dos de sus lados, escalinatas que ascendían a plataformas laterales.
La pirámide “B” o "De la Aves" es la segunda en tamaño y está conformada por una serie de recintos y plazas de gran extensión. Las investigaciones sugieren que tuvo un carácter residencial, a manera de un palacio de la élite dirigente o un templo de pescadores locales ychsma. En sus muros se han encontrado representaciones de aves en frisos y grafitis.
La pirámide "C" tiene una planta cuadrangular y alcanza los 9 metros de altura, tiene 85 metros de largo por 73 de ancho. Cuenta con una serie de grandes recintos que ascienden escalonadamente de norte a sur. Aún no se ha determinado su función.
La pirámide "D" es la primera que se encuentra fuera de los muros que encerraban las principales pirámides del complejo y está orientada hacia el mar. Tiene 8 metros de altura. Todavía no ha sido sujeta a excavaciones arqueológicas, por lo que no puede determinarse su función.
La pirámide "E" o "Pirámide Funeraria Menor" es la segunda pirámide extramuros de Mateo Salado, es la más pequeña con sus, aproximadamente, 50 metros de largo por 40 de ancho y 6 metros de altura y, al igual que la D, se orienta en dirección al mar. Habría sido un posible templo ychsma que posteriormente fue reutilizado como un cementerio ychsma - inca. Se han registrado los restos de 53 entierros de este último periodo; sin embargo solo 9 se encontraron intactos. Entre estos se destacan un gran fardo con falsa cabeza de tela y el entierro de un migrante chino de fines del siglo XIX.
Frente a los monumentos se observan una serie de plazas que sirvieron como antesala para los visitantes del lugar. Una de estas plazas presenta un ushnu, estructura de carácter religioso utilizada para actos ceremoniales. El sitio presenta también una gran muralla hacia el lado este que sirve de protección al complejo.

## Contexto histórico
Hacia el 750 d. C. se impuso en la región nuevos estilos de construcción, que suplantaron a los de Nievería y Pachacámac, vigentes hasta entonces. Se desarrolló entonces una nueva tradición cultural llamada Ychsma, que habría de continuar hasta la llegada de los Incas.
Los Ychsmas dejaron de lado el antiguo estilo de construcción con adobitos, y construyeron a base de tapiales y grandes adobes. Con estos materiales levantaron grandes estructuras en forma de pirámides aterrazadas y truncas, como son las pirámides de Mateo Salado. Son también de la tradición Ychsma las huacas de Santa Catalina, Huaquerones, Mangomarca y Armatambo.
El complejo de Mateo Salado debió tener gran importancia en el valle bajo del Rímac, ya que cuando los incas conquistaron dicha región, hacia 1470, respetaron el conjunto monumental, al cual ampliaron y remodelaron. Incluso construyeron el camino amurallado que se hallaba muy cerca de allí, que formaba parte de la red costera del Qhapaq Ñan. Es muy probable que se convirtiera en la sede residencial del curaca que en nombre del Inca ejercía su autoridad sobre dicho valle. Tiene patios, pasajes y una plaza principal que posiblemente contenía un ushnu o trono para el curaca. Allí probablemente se concentraban la gente para las fiestas religiosas y la ordenación del trabajo.
Cuando los europeos llegaron a la zona, hacia 1535, todavía se hallaba vigente, aunque no tardó en ser abandonado, al igual que otras huacas que existían entonces por todo el valle del Rímac, cerca del cual se fundó la ciudad destinada como la capital del Virreinato del Perú: Lima.

## Depredaciones
En contraste con la gran importancia que tuvo en la época prehispánica, el complejo fue abandonado a su suerte desde los inicios del asentamiento español, siendo sometido a la acción destructora de los huaqueros o saqueadores de tumbas, que depredaron la cima de las dos pirámides mayores (A y B). Uno de esos primeros huaqueros fue Mateo Salado, el luterano que fuera quemado vivo por atacar de manera imprudente a la Iglesia Católica. Asimismo, quienes realizaban ampliaciones de terrenos de cultivo comenzaron a cercenar el complejo. 
Durante la época republicana, entre la segunda mitad del siglo XIX y la primera mitad del XX, compañías ladrilleras se instalaron allí y empezaron a demoler las pirámides para reutilizar la tierra de los muros. Como se señaló antes, Julio C. Tello defendió Mateo Salado de esta amenaza y la retirada de la mayoría de ladrilleros, aunque, desafortunadamente, poco después el desordenado crecimiento de la ciudad terminó fragmentando el conjunto en tres sectores separados y encerrados entre urbanizaciones modernas. 
Es así que sufrió graves depredaciones en 1940, cuando la Compañía Urbanizadora AVEP, de manera arbitraria, demolió parte del monumento; y en 1963, con la formación de un asentamiento humano cercano a las pirámides, en la intersección de las avenidas Tingo María y 28 de Julio (hoy Mariano Cornejo). En 1979, durante la construcción de la Plaza de la Bandera, fue demolido el único paño conservado de la antigua muralla perimetral.

## Recuperación y puesta en valor
Es en 2010 que una intervención de parte de las autoridades recupera varias partes del Complejo que habían sido invadidas por diferentes personas dedicadas a la mecánica de automóviles, al mismo tiempo, se construye un cerco perimétrico que guardaría el Complejo de futuras invasiones.
La conservación y restauración realizadas se han orientado no sólo a solucionar problemáticas de preservación, sino a dar al visitante una lectura del sitio que resulte comprensible, disfrutable y científicamente fundamentada; observando criterios de autenticidad y mínima intervención.  Para el caso, en los últimos años se han desarrollado técnicas propias de conservación y acabados que han logrado una presentación más amable de las zonas intervenidas.
La habilitación para visitas permite un recorrido por el interior de las pirámides lo que, a su turno, deviene en una mayor compenetración del visitante con el monumento. Para ello, se han tomado previsiones (rellenado de senderos, circulación por áreas abiertas, etc.) a fin de que el tránsito no dañe estructuras subyacentes. Se ha procurado también hacer un circuito confortable escalonando pendientes pronunciadas, emplazando zonas de descanso estratégicamente ubicadas, entre otros.  El visitante tiene así la oportunidad tanto de recorrer descansadamente una, dos o las tres pirámides intervenidas si así lo desea, como de obtener una vista total de Lima desde el “Mirador Panorámico” en la cima de la Pirámide A, lo que le permite comprender la evolución completa de un entorno que hoy se observa del todo urbanizado.
Por otra parte, el 2010 se construyó un espacio lúdico - educativo denominado “Huaca para Niños”, que replica en menor escala las características más resaltantes de la Pirámide A. Esta pequeña huaca es usada en actividades con menores de edad y como un auditorio para eventos culturales (presentaciones escénicas, cine, conversatorios, etc.) de ingreso libre.
Finalmente, el Plan COPESCO Nacional ha construido un módulo de servicios turísticos con boletería, centro de interpretación y servicios higiénicos, e instalado un sistema de iluminación para visitas nocturnas que serán próximamente entregados al Ministerio de Cultura y puestos a disposición del público.

### Atentado contra la huaca

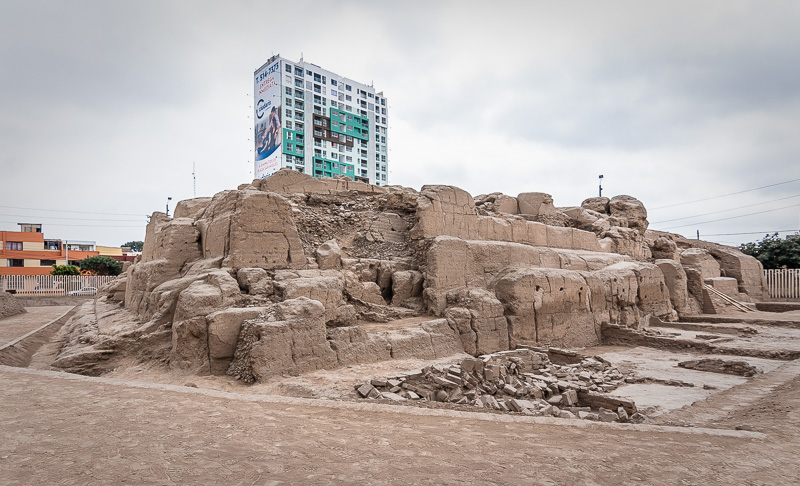
Pirámide funeraria menor o Pirámide E; detrás de ella un edificio de viviendas.

En el 2013 la inmobiliaria CIUDARIS, construyó un edificio de viviendas de 23 pisos y de 56 metros de altura, frente a la pirámide E, la más pequeña del complejo. Durante la construcción se llegó a poner en peligro la integridad de esta pirámide y de las personas que trabajaban en ella y con la culminación del proyecto el impacto visual sobre el monumento ha sido negativo ya que afecta de manera directa la vista que se tenía desde la pirámide A, la más alta o Templo Mayor.

## Galería

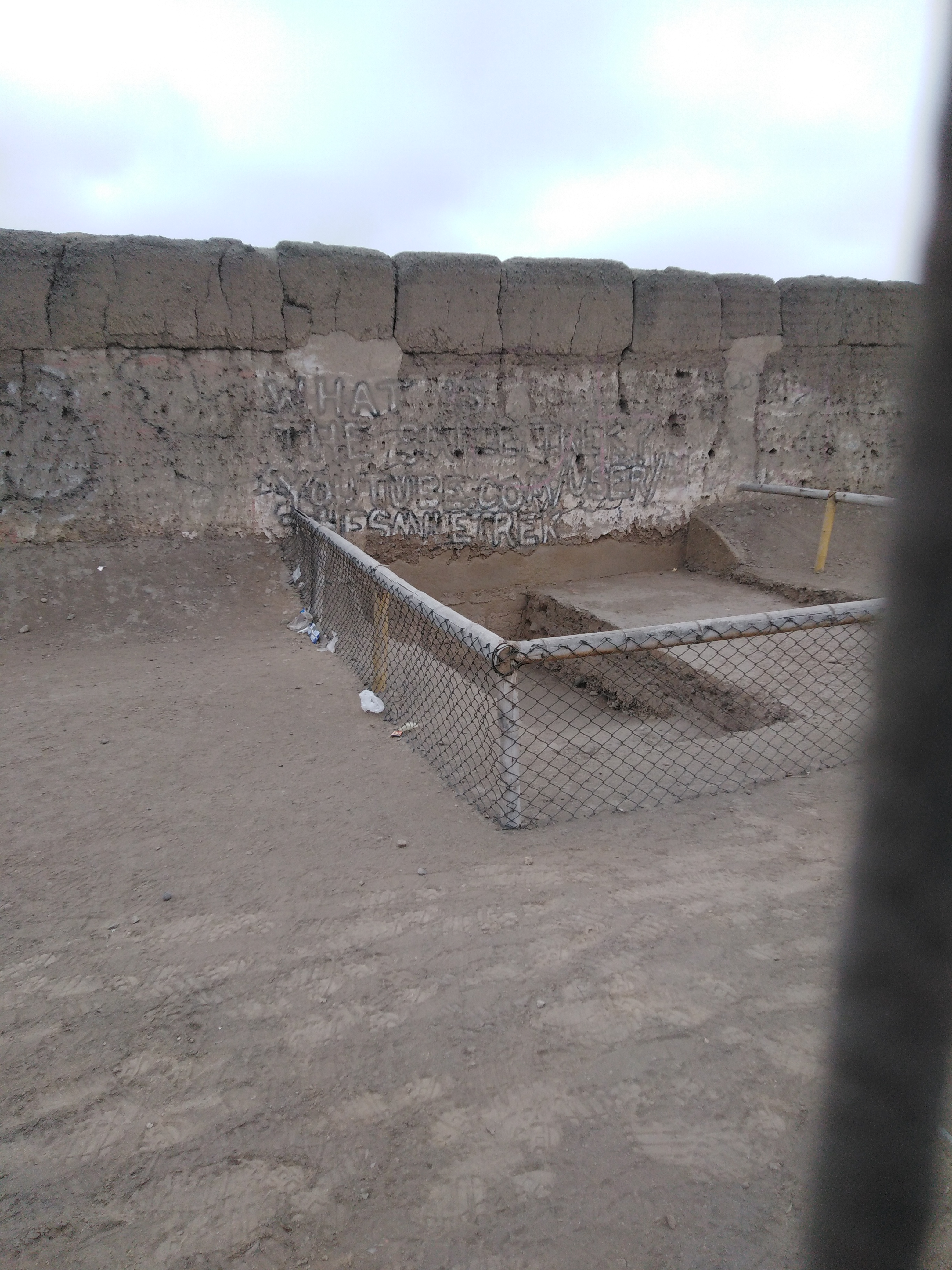
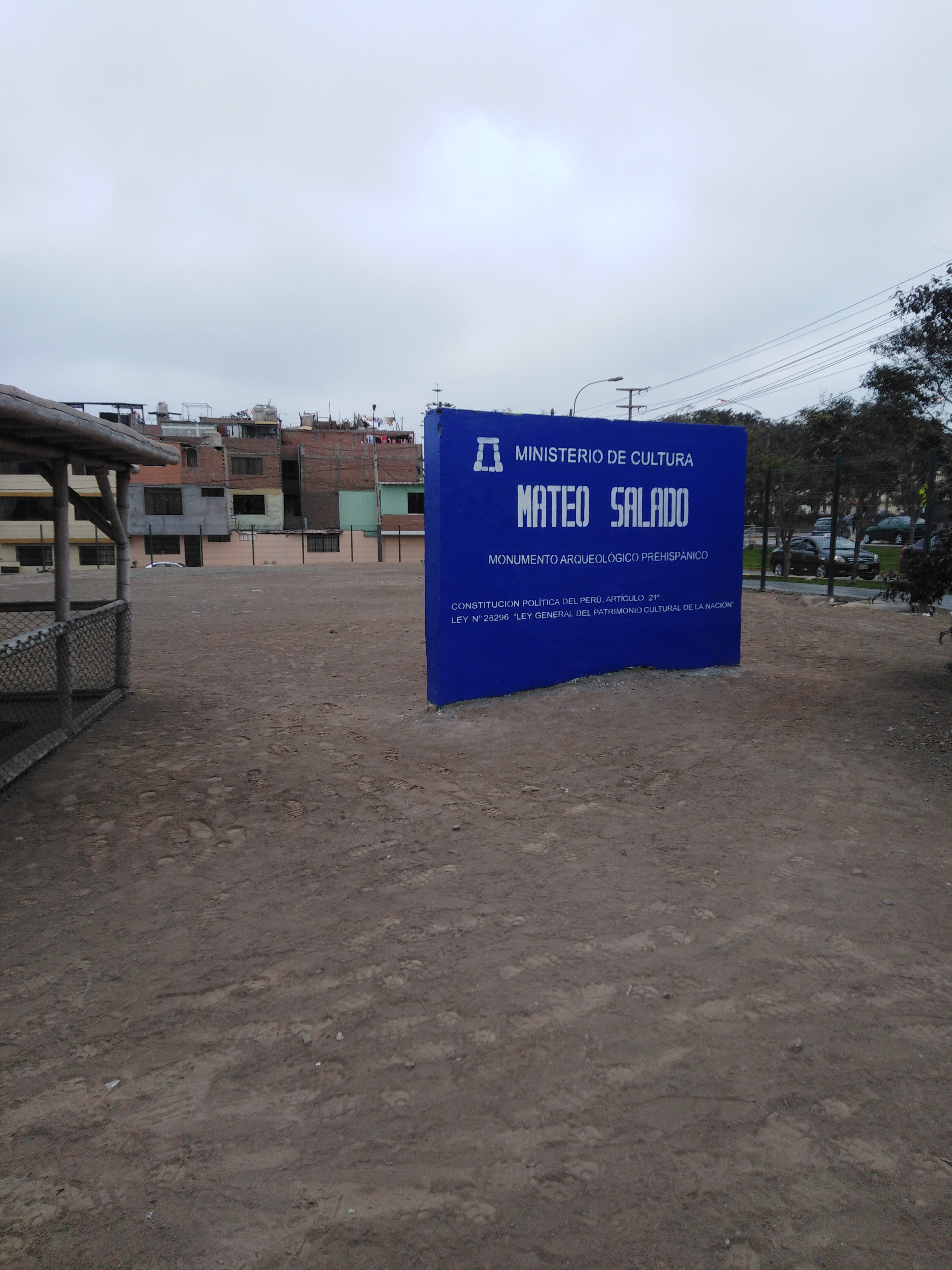
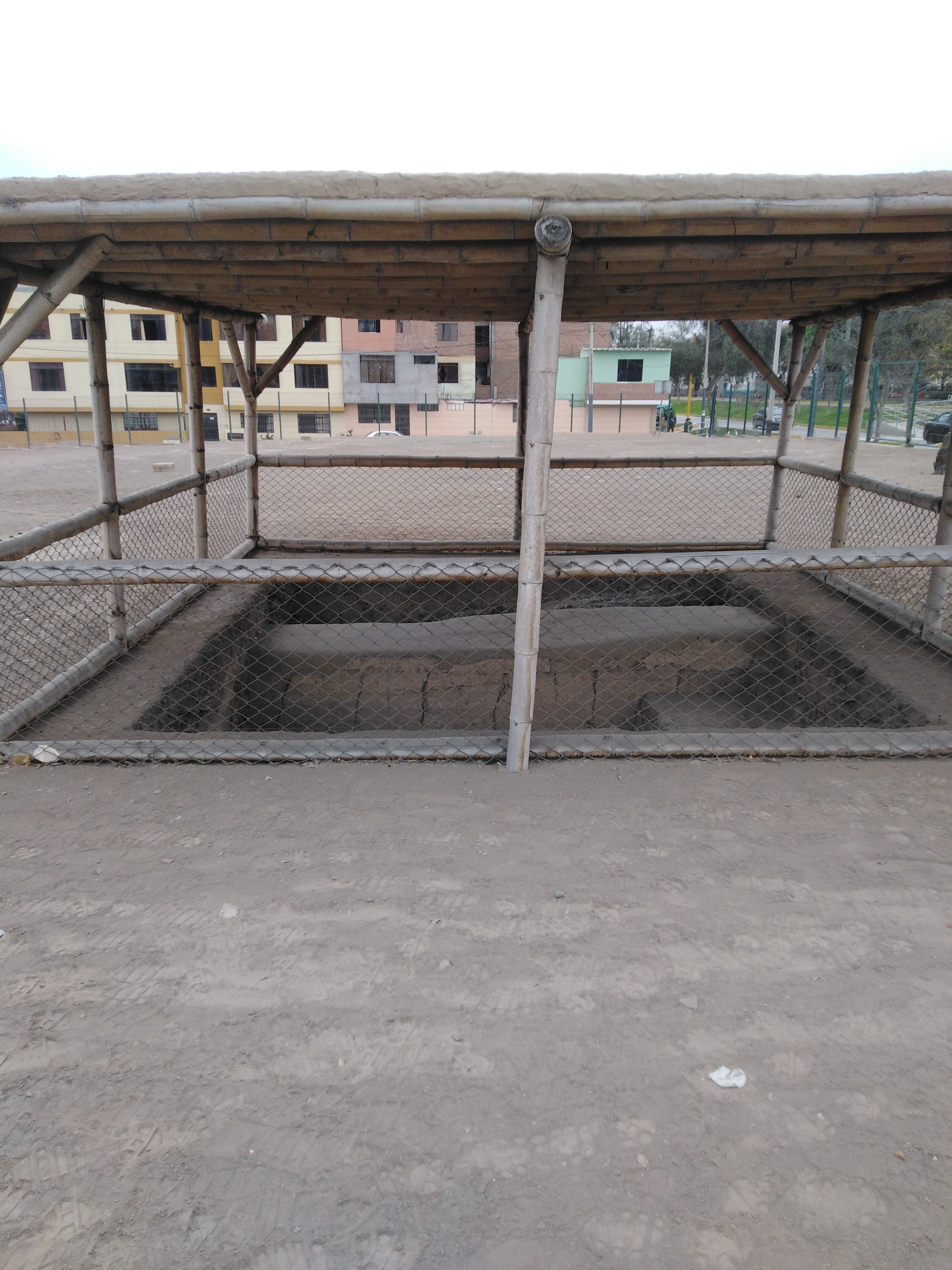
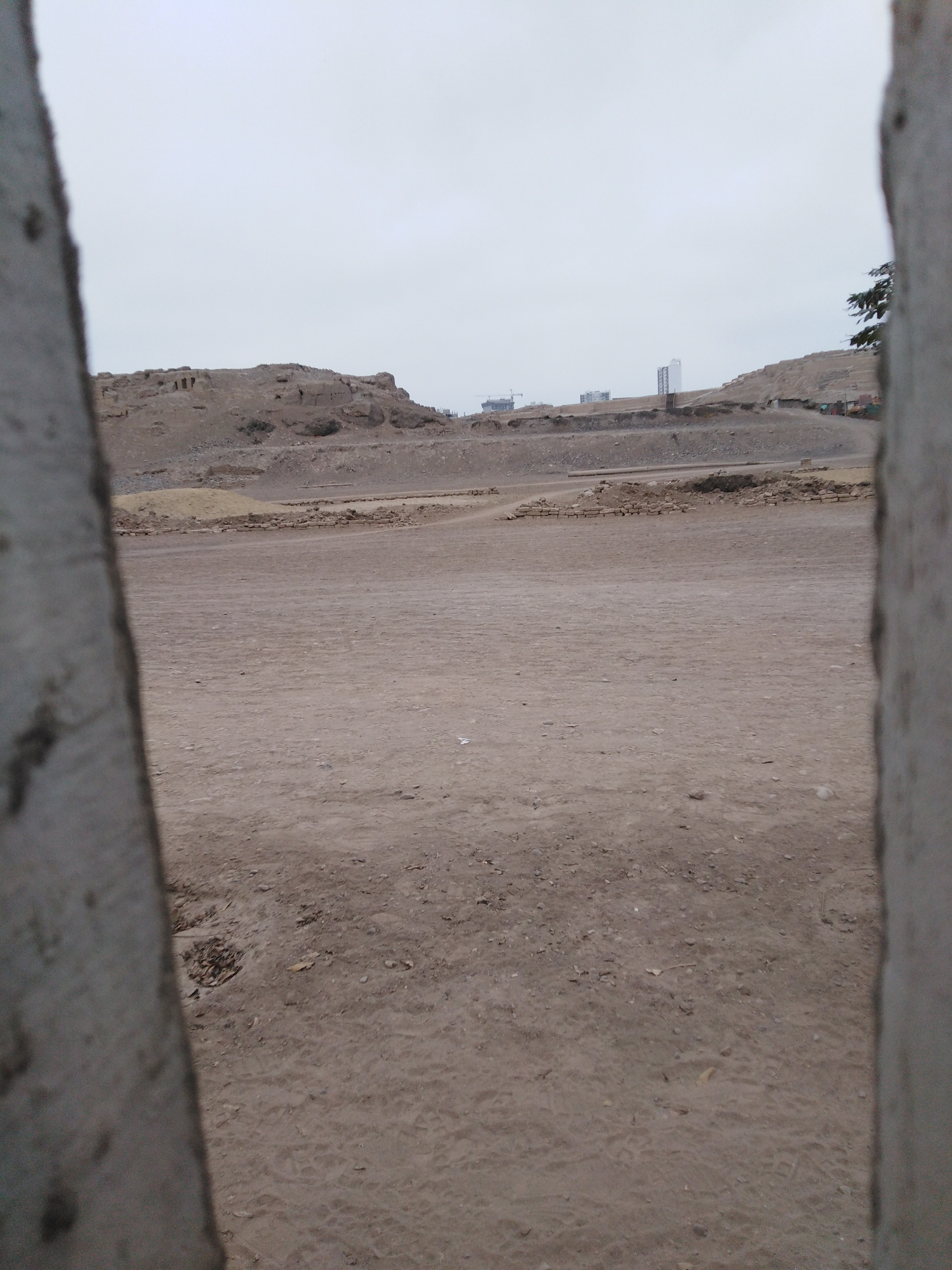
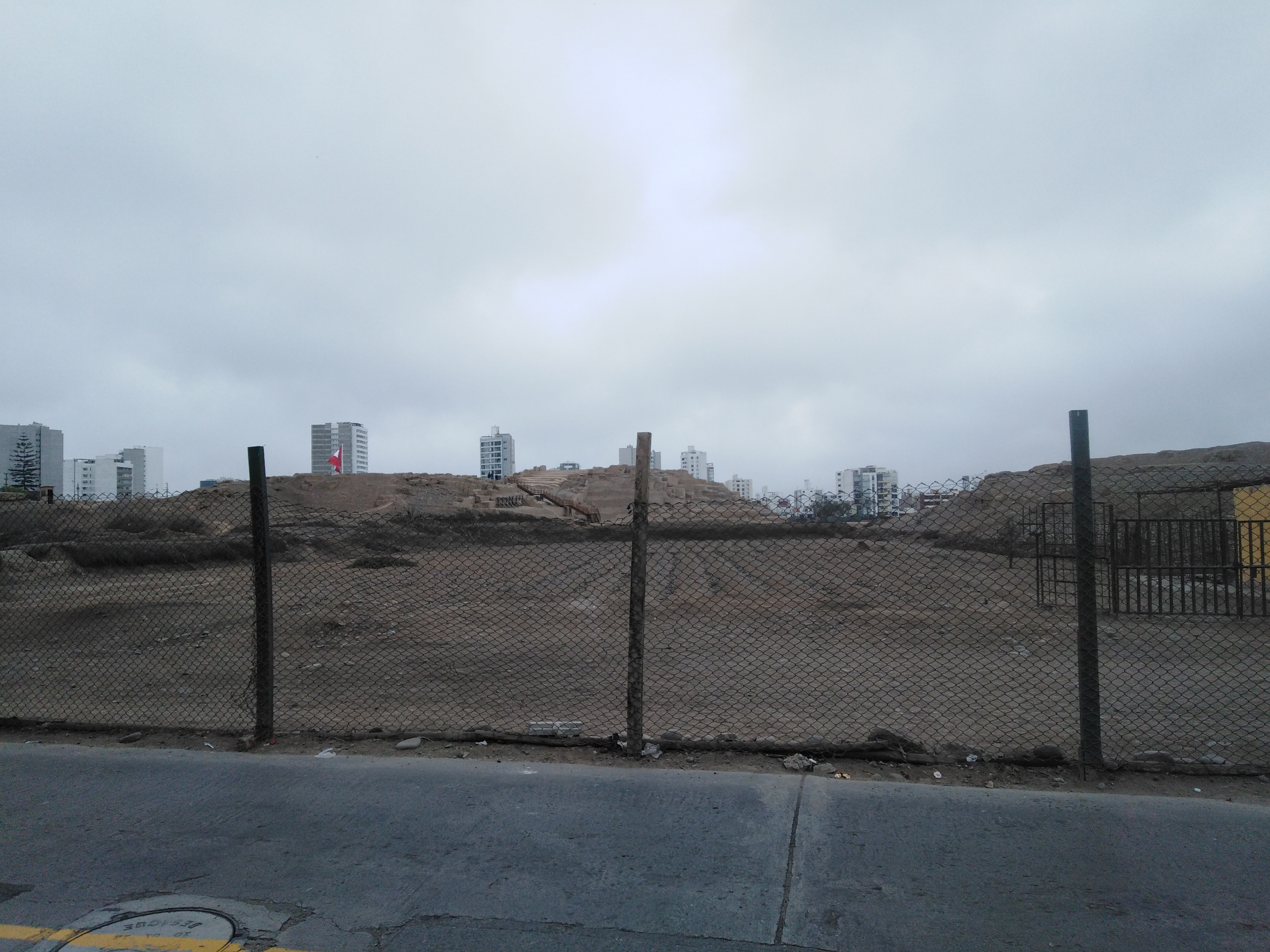
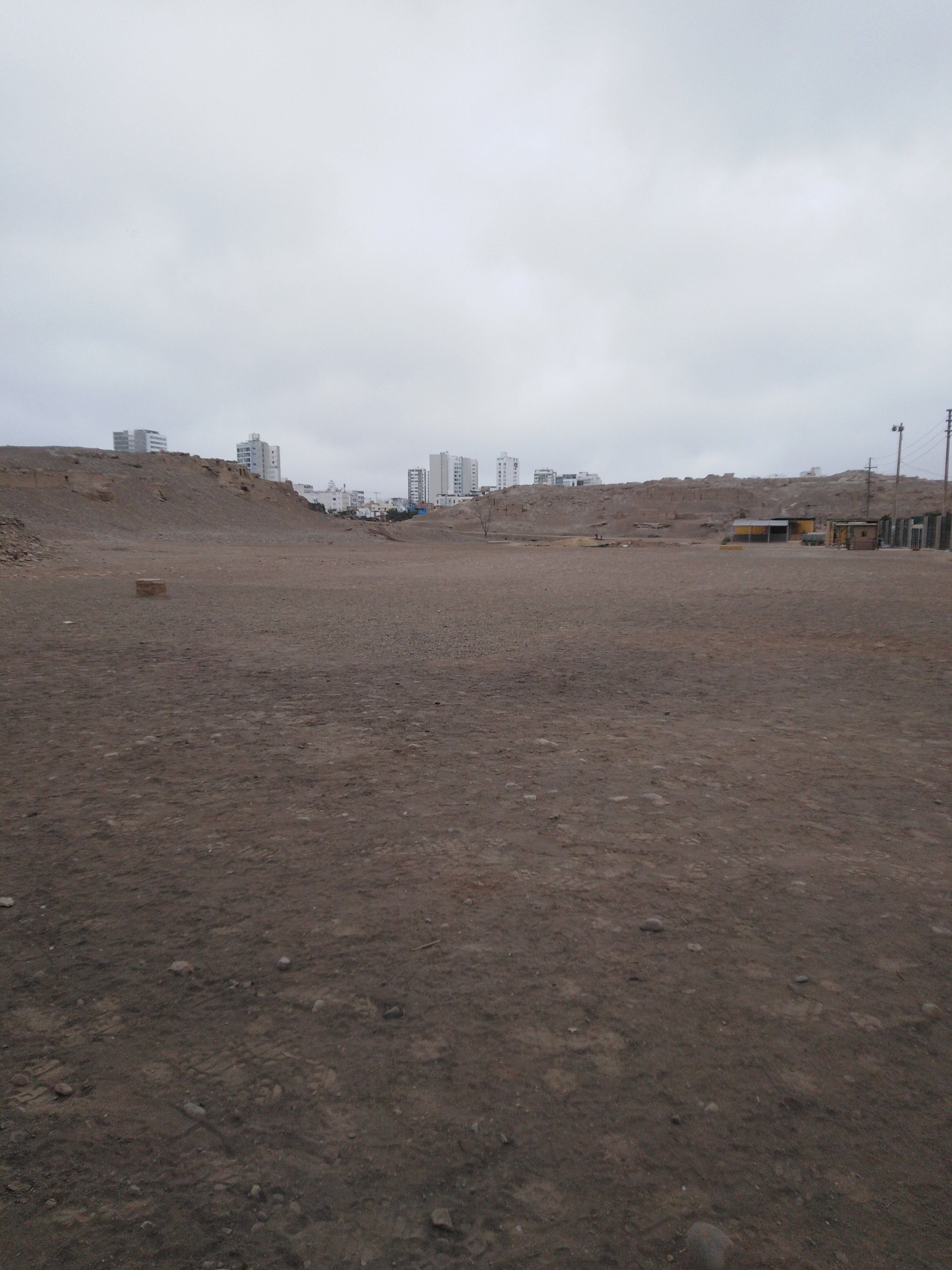
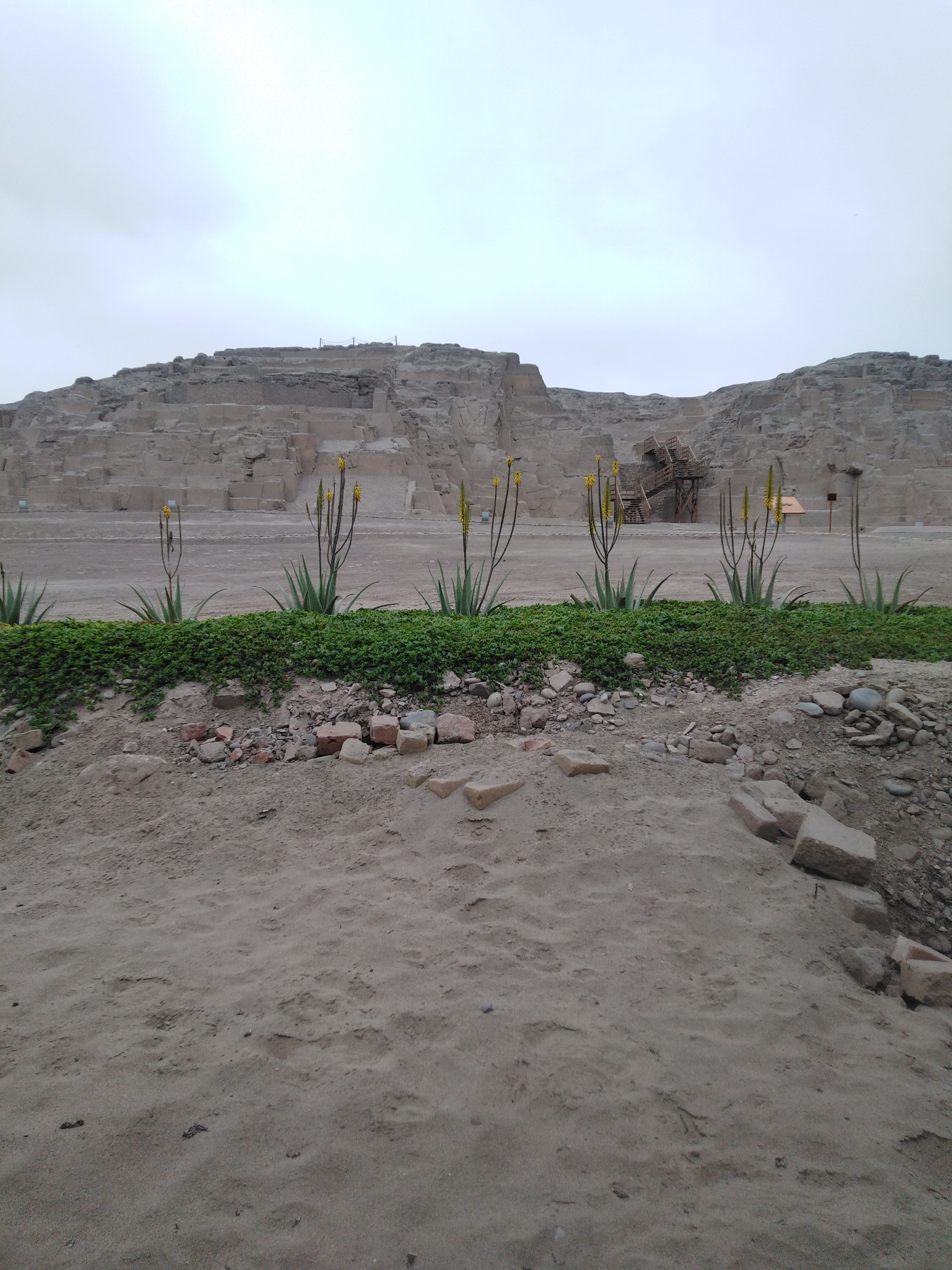
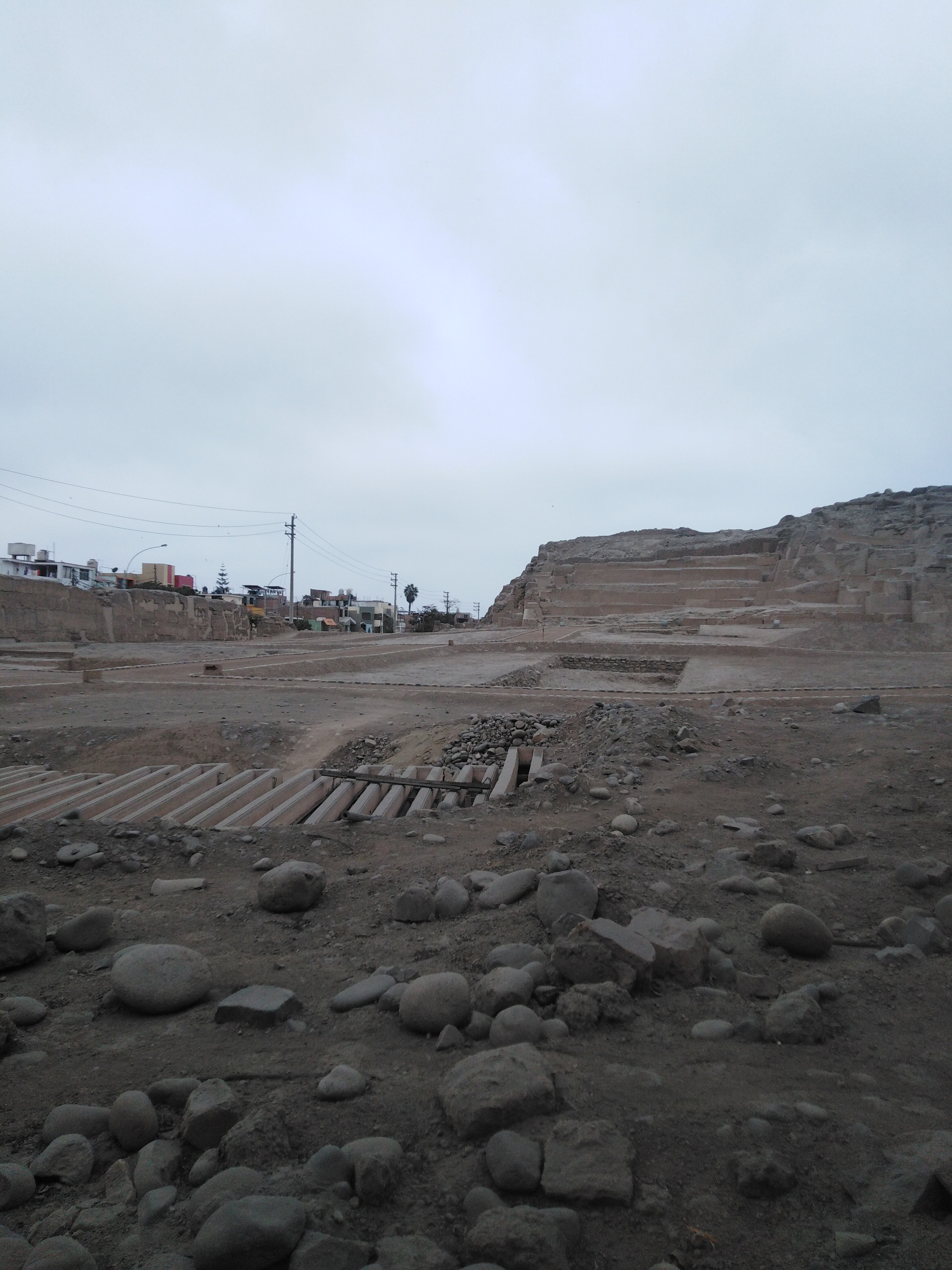